# August von Hartmann (Staatsrat)

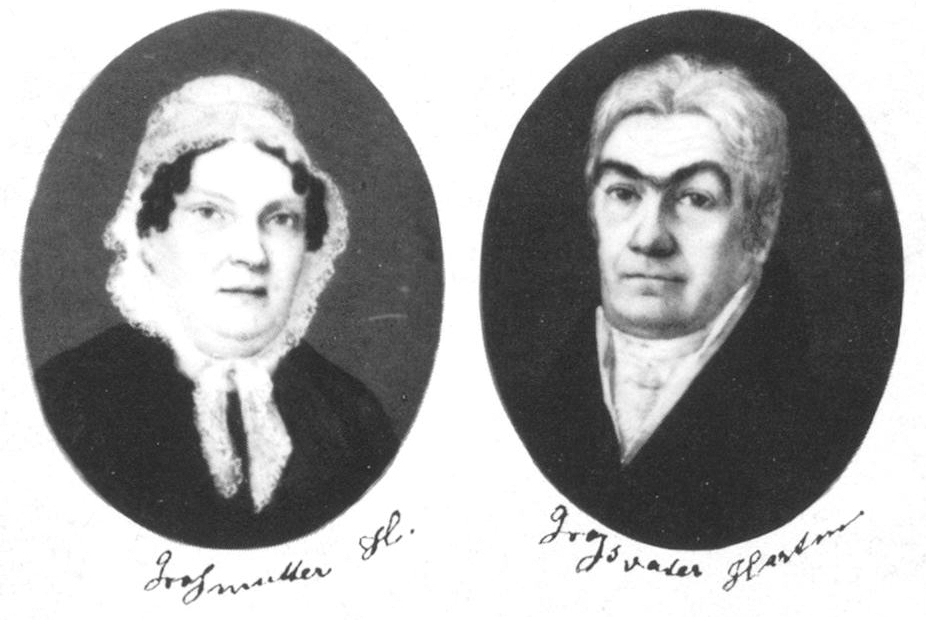
August von Hartmann und seine Frau Mariette Hartmann geb. Dannenberger, vor 1832.

Johann Georg August Hartmann, ab 1806 von Hartmann, (* 5. Oktober 1764 in Stuttgart; † 4. April 1849 ebenda) war ein württembergischer Beamter und Hochschullehrer.

## Familie
August Hartmann war der älteste Sohn des herzoglich-württembergischen Hof- und Finanzrats Johann Georg Hartmann (1731–1811) und der Juliane Friederike (geb. Spittler) (1736–1799), der Tochter des Bürgermeisters von Cannstatt. Er hatte sechs Geschwister, eine Schwester und fünf Brüder, darunter Ludwig von Hartmann, Industriepionier und Gründer der Hartmann-Firmengruppe,  Friedrich von Hartmann, Arzt und Naturforscher (Paläontologe), sowie Ferdinand Hartmann, Direktor der Kunstakademie in Dresden. Hartmann heiratete 1792 in Stuttgart die in Venedig geborene (Anna) Mariette Dannenberger (1766–1832), Tochter des Hofrats und Professors der Handelswissenschaft (Johann) Heinrich Dannenberger (1728–1783).

## Leben und Werk
Nach dem Besuch des Gymnasiums und ab 1780 der Hohen Karlsschule in Stuttgart erlernte August Hartmann in Plochingen die Schreiberei. Später studierte er in Tübingen (1784) und Heidelberg (1786) Kameralwissenschaften. Nach Beendigung des Studiums bewarb er sich bei Herzog Carl Eugen von Württemberg um eine Professur an der Karlsschule. Er erhielt sie 1788, allerdings ohne Gehalt. Nach einer größeren Reise durch Deutschland, Holland und die Schweiz trat er 1790 sein Lehramt an. Er unterrichtete das Forst- und Jagdwesen. Da nach dem Tod des Herzogs am 24. Oktober 1793 die Karlsschule vom Nachfolger sofort aufgelöst wurde, verlor Hartmann sein Amt. 
Man hatte aber zu diesem Zeitpunkt seine Fähigkeiten bereits erkannt, und so blieb er nicht lange untätig. 1794 wurde er zum Rentkammerrat ernannt, 1796 beim Herzoglichen Kirchenrat zum wirklichen Rat. 1806, nach Auflösung der seitherigen Landesverfassung, wurde er unter dem ersten württembergischen König Friedrich wirklicher Rat beim Oberlandesöconomie-Collegium und bei der Forstdirektion, 1808 Chef der Forstdirektion mit dem Titel Geheimer Oberfinanzrat. 1811 wurde er Chef der Stiftungssektion, 1812 Staatsrat und 1816 Mitglied des General-Finanzkollegiums. Nach dem Regierungsantritt von König Wilhelm wurde August von Hartmann sogar zum wirklichen Geheimen Rat und ein Jahr später zum Präsidenten der Oberrechnungskammer berufen. Im Dezember 1818 erfolgte seine Entlassung, weil er mit den Finanzmaßregeln des neuen Finanzministers Karl August von Malchus nicht einverstanden war. 

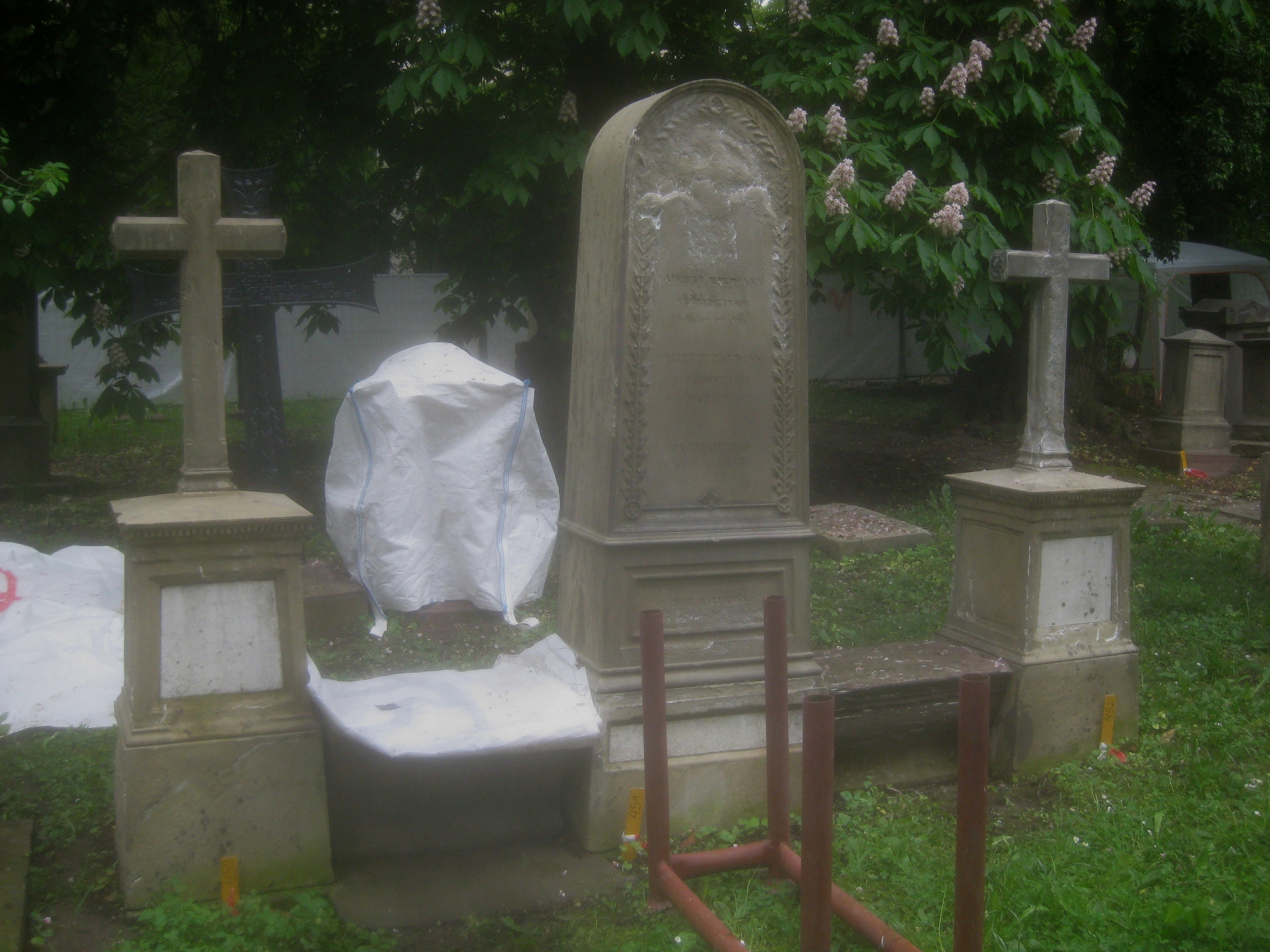
Grab auf dem Hoppenlaufriedhof.

Das Vertrauen des Königs blieb ihm im Übrigen ungeschmälert erhalten. So übernahm er nach dem Tode der Königin Katharina am 9. Januar 1819 das Präsidium der Zentralstelle des landwirtschaftlichen Vereins und mit großem Erfolg die oberste Aufsicht über sämtliche von der verstorbenen Königin gestifteten Wohltätigkeits- und Erziehungsanstalten, namentlich die Leitung des Katharinenstiftes. 1827 musste er wegen Abnahme seiner körperlichen Kräfte die Leitung des Katharinenstiftes, 1839 die der Zentralstelle des landwirtschaftlichen Vereins und 1847 auch diejenige des Wohltätigkeitsvereins niederlegen.
August von Hartmann starb am 4. April 1849 im Alter von 85 Jahren. August von Hartmann, seine Frau Mariette und ihre unverheiratete Tochter Julie sind zusammen mit ihrer Tochter Emilie Reinbeck und ihrem Ehemann Georg Reinbeck auf dem Hoppenlaufriedhof in Stuttgart in einem Familiengrab beerdigt.

## Ehrungen
- 1806 Ritterkreuz des württembergischen Zivilverdienstordens, welches mit dem persönlichen Adelstitel (Nobilitierung) verbunden war.
- 1818 Kommenturkreuz des Ordens der württembergischen Krone
- 1834 Ritterkreuz des Friedrichs-Ordens[1]